# Ermanno Vallazza
Ermanno Vallazza (Boca, 6 maggio 1899 – Boca, 30 gennaio 1978) è stato un ciclista su strada italiano.
Professionista tra il 1924 ed il 1931.

## Carriera
Dopo essere stato campione italiano dilettanti nel 1923, vinse la Coppa Placci del 1926 ed ottenne piazzamenti di prestigio, tra cui due terzi posti al Giro di Lombardia, nel 1925 e nel 1926. Concluse il Giro d'Italia per due volte al quarto posto (1926 e 1927) ed una volta al sesto posto, nel 1925.

## Palmarès
- 1923 (dilettanti)

Campionati italiani, Prova in linea Dilettanti
- 1926 (Legnano, una vittoria)

Coppa Placci

## Piazzamenti

### Grandi giri
- Giro d'Italia:

1924: ritirato
1925: 6º
1926: 4º
1927: 4º
1929: 23º
- Tour de France

1924: 13º

### Classiche monumento
- Milano-Sanremo

1925: 23º
1926: 6º
1927: 22º
- Giro di Lombardia

1923: 9º
1925: 3º
1926: 3º
1928: 20º
1929: 15º

### Competizioni mondiali
- Campionati del mondo

Zurigo 1923 - In linea Dilettanti: 7º